# Lithobius variegatus

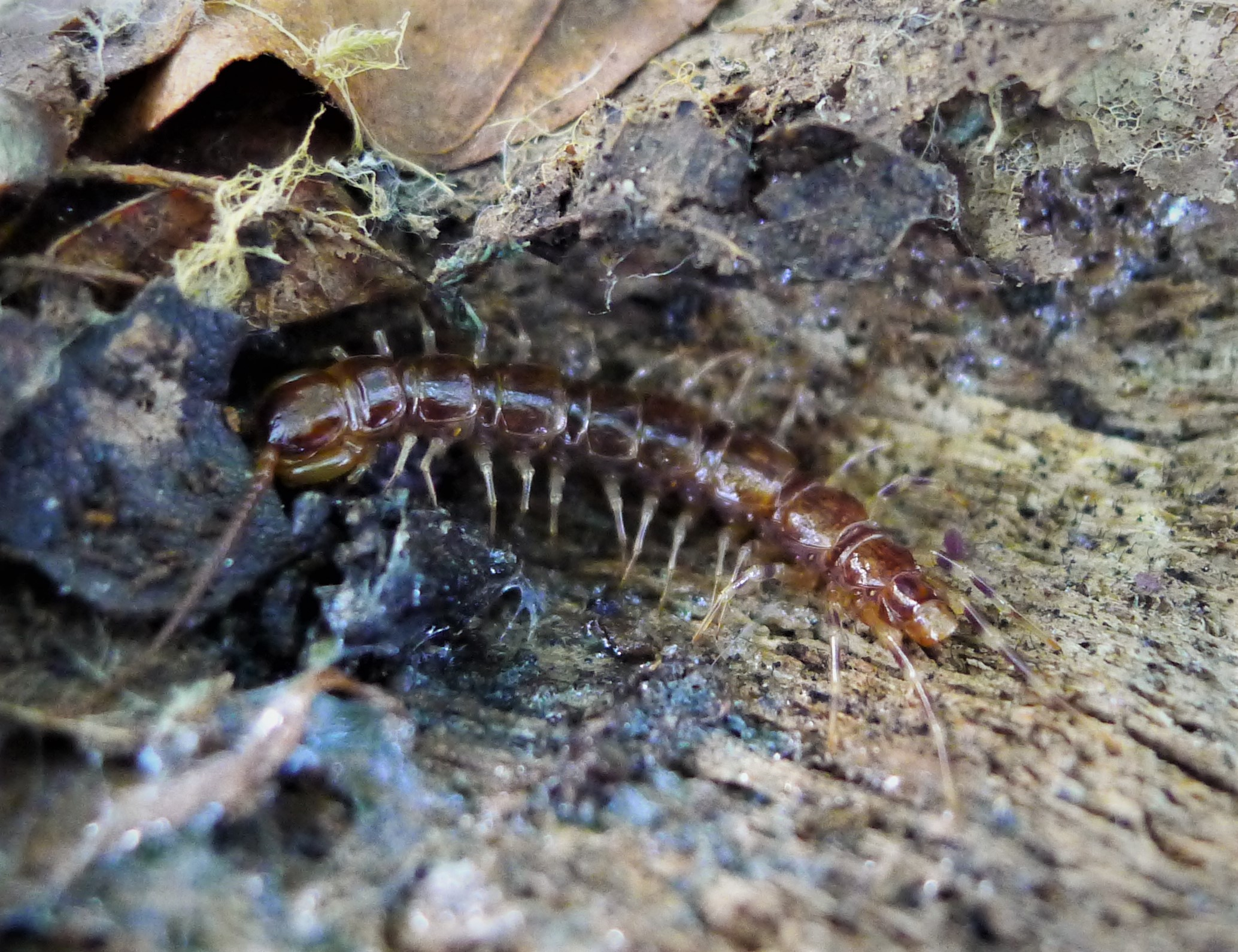
Lithobius variegatus

Lithobius variegatus, im englischen Banded Centipede genannt, ist eine Art der zu den Hundertfüßern gehörenden Steinläufer und vom westlichen Mittelmeergebiet bis zu den Britischen Inseln verbreitet.

## Merkmale
Die Körperlänge beträgt bis zu 30 mm. Am Körper befinden sich 15 Beinpaare, wobei pro Körpersegment nur ein Beinpaar vorhanden ist. Die Grundfarbe des Körpers ist rötlich-braun, in einem Mittelstreifen auf dem Rücken befindet sich häufig eine violettfarbene Zeichnung. Vom ähnlichen Gemeinen Steinläufer (Lithobius forficatus) kann die Art durch die auffälligen braunen bis violetten Ringe um die Beine unterschieden werden. Diese sind bei Lithobius variegatus vorhanden, fehlen jedoch bei Lithobius forficatus. Die violetten Ringe finden sich vor allem an den hinteren (posterioren) Beinen.

## Verbreitung und Lebensraum
Die Art ist in Europa und Nordafrika verbreitet. Nachweise gibt es vor allem von Großbritannien, wo die Art nur im Osten Schottlands fehlt, und Irland. Darüber hinaus ist die Art in Frankreich, Spanien, Portugal, Italien und Österreich verbreitet sowie außerhalb Europas in Marokko und Tunesien. Die Art galt ursprünglich als endemische Art der Britischen Inseln, wurde aber später auch in den anderen Ländern des Verbreitungsgebietes nachgewiesen.
Die Art lebt unter Rinde, Totholz, Steinen, in sich zersetzendem Pflanzenmaterial und Komposthaufen und bewohnt dabei verschiedene Lebensräume.

## Lebensweise
Die Art lebt räuberisch von kleinen Wirbellosen wie Landasseln (z. B. Moosasseln, Mauerasseln, Kellerasseln oder Androniscus dentiger) oder Doppelfüßern (z. B. Polydesmus angustus oder dem Schwarzen Schnurfüßer), die bei den nächtlichen Raubzügen erbeutet werden. Überdies ernährt sich die Art vor allem im Winter auch von Laubstreu. Zu den Fressfeinden zählen unter anderem Vögel, wie die Amsel oder die Elster. Lithobius variegatus ist das ganze Jahr über zu finden. Die Eiablage findet ebenfalls über das ganze Jahr verteilt statt, wobei eine Übertragung von Samenpaketen (Spermatophoren) nur im Frühling stattfindet. Im Vergleich zu vielen anderen Lithobius-Arten bleibt Lithobius variegatus bei Störungen relativ ruhig, anstatt hektisch zu fliehen. Die Art kommt häufig gemeinsam mit Lithobius forficatus vor.

## Taxonomie
In der Literatur finden sich verschiedene Synonyme der Art. Dazu zählen Lithobius gracilipes Meinert, 1872, Lithobius insignis Meinert, 1872, Lithobius depressus Fanzago, 1880, Lithobius corcyraeus Verhoeff, 1899 und Lithobius paucispinosus Attems, 1952. Neben dem Nominotypischen Taxon Lithobius variegatus variegatus Leach, 1814 wurde noch die Unterart Lithobius variegatus rubriceps Newport, 1845 beschrieben. Diese fehlt auf den Britischen Inseln, sie wurde aus Spanien erstbeschrieben, in der Zeichnung fehlen ihr die Ringe an den Beinen. Nach einer genetischen Untersuchung 2020 ist sie zwar nahe verwandt zu Lithobius variegatus s. str., aber nicht Schwestergruppe zu dieser, die Autoren empfehlen deswegen, sie wieder, wie schon in der Erstbeschreibung, als eigenständige Art Lithobius rubriceps aufzufassen. Folgt man dieser Auffassung, existieren keine Unterarten mehr.